# Chersonesia rahrioides
Chersonesia rahrioides är en fjärilsart som beskrevs av Moore 1899. Chersonesia rahrioides ingår i släktet Chersonesia och familjen praktfjärilar. Inga underarter finns listade i Catalogue of Life.